# B.A.D.(Bigger and Deffer) 〜MB's Single Collection
『B.A.D.(Bigger and Deffer) 〜MB's Single Collection』（ビガー・アンド・ディファー エムビーズ・シングル・コレクション）は、真心ブラザーズの2枚目のベスト・アルバム。1997年6月21日にKi/oon Sony Recordsから発売された。

## 解説
真心ブラザーズ名義としては、初のベスト・アルバムである。
THE 真心ブラザーズから真心ブラザーズへバンド名を変更した1995年以降に発表された作品を中心に選曲されている。
真心ブラザーズとしては初めてオリコントップ10入りを果たした。

## 収録曲
1. 拝啓、ジョン・レノン
作詞・作曲：倉持陽一
14枚目のシングル。
2. サマーヌード
作詞：桜井秀俊・倉持陽一、作曲：桜井秀俊
12枚目のシングル。シングルバージョンはアルバム初収録であり、本作のみに収録。
3. JUMP
作詞：倉持陽一、作曲：倉持陽一・桜井秀俊
ミニアルバム『time goes on』収録曲。
4. うみ (真心ブラザーズ・ヴァージョン)
作詞・作曲：倉持陽一
デビュー曲。新たに録り直されている。
5. スイート・フォーク・ミュージック
作詞・作曲：桜井秀俊
15枚目のシングル「空にまいあがれ」のカップリング曲。アルバム初収録。ドラムを倉持が叩いている。
6. time goes on
作詞：桜井秀俊・倉持陽一、作曲：桜井秀俊
ミニアルバム『time goes on』収録曲。コーラスに、同じレーベル所属のゴスペラーズが参加している。
7. 空にまいあがれ
作詞・作曲：倉持陽一、編曲：桜井秀俊
15枚目のシングル。シングルバージョンはアルバム初収録であり、本作のみに収録。
8. 月面
作詞・作曲：倉持陽一
13枚目のシングル「サマームード」のカップリング曲。アルバム初収録。ドラムを倉持が叩き、ベースを桜井が弾いている。
シングルでは歌詞の掲載が割愛されたが、本作で正式に掲載された。
9. サマームード (MB's REAL VERSION)
作詞・作曲：桜井秀俊、倉持陽一
13枚目のシングル。ミニアルバム『time goes on』のバージョンで収録。
10. キモちE 〜Family Affair
「キモちE」（作詞・作曲：忌野清志郎）
「Family Affair」（作詞・作曲：SYLVESTER STEWART）
11枚目のシングル「スピード」のカップリング曲。「キモちE」は、RCサクセションの10枚目のシングル「ボスしけてるぜ」のカップリング曲のカバー。ゲストボーカルとして、YUKI(当時、JUDY AND MARY)が参加している。
11. ループスライダー
作詞・作曲：桜井秀俊
16枚目のシングル。ゲストボーカルとしてPUFFYが参加している。
12. スピード
作詞・作曲：倉持陽一
11枚目のシングル。
13. 素晴らしきこの世界 (Remix Version)
作詞・作曲：倉持陽一
9枚目のシングル「自転車に乗って」のカップリング曲のリミックス。

## 演奏
- 倉持陽一
  - Vocal, Guitar, Harp
  - Drums (#5.8)
- 桜井秀俊
  - Guitar, Vocal
  - Bass (#8)
- 須貝直人
  - Drums (#1.2.3.4.7.9.10.11.12.13)
  - Percussions (#6)
- 沖山優司：Bass (#1.2.11)
- 中西康晴：Keyboards (#1.2.7.11)
- 金野由之 (ザ・カスタネッツ)：Percussions (#1.10)
- 内海洋子 (ソウル・フラワー・ユニオン)：Chorus (#1)
- 水江洋一郎、木幡光邦：Trumpet (#2)
- 佐藤公彦：Alto Sax, Tenor Sax (#2)
- 阿部剛：Tenor Sax, Baritone Sax, Piccolo (#2)
- 北原雅彦：Trombone, Tenor Bass Trombone (#2)
- 村山達哉：Strings Arrangement (#2.5.11)
- 金原千恵子、矢野晴子、横山俊朗、志賀恵子、桐山なぎさ、桑原幹子：Violin (#2.5.11)
- 浜野孝史：Violin (#2.5)
- 桑田穣：Viola (#2)
- 熊田真奈美：Viola (#2.5.11)
- 堀沢真己：Cello (#2.5.11)
- 三宅進：Cello (#2)
- 上野一郎：Bass (#3.4.5.7.9)
- 小川文明：Keyboards (#3.4.6.9)
- 首藤晃志 (パイオニアコンボ)：Alto Sax (#3.9)
- 黒尾俊介 (パイオニアコンボ)
  - Slide Guitar (#4)
  - Pedal Steel (#7)
- 大林典代：Violin (#5.11)
- 原雅道、栃谷若子：Violin (#5)
- 中島久美、二宮隆行：Viola (#5)
- 萩原薫：Viola (#5.11)
- 笠原あやの：Cello (#5.11)
- 長谷部一郎、桑原聡子：Cello (#5)
- TATSU (レピッシュ)：Bass (#6)
- ゴスペラーズ (村上てつや、黒沢薫、北山陽一、安岡優、酒井雄二)：Chorus (#6)
- フクチ (エレファントラブ)：Bass (#10.12)
- YUKI (JUDY AND MARY)：Guest Vocal (#10)
- 大野由美子 (BUFFALO DAUGHTER)：Moog (#10)
- PUFFY (大貫亜美、吉村由美)：Guest Vocal (#11)
- 佐分利恭子、今野均、深見邦代：Violin (#11)
- 古河原裕仁、小谷泉：Viola (#11)
- 菊地知也：Cello (#11)
- 加賀八郎：Bass (#13)
- 梅津和時：Alto Sax (#13)